# فيليكي كوباني (كيرسونسكا)
{{coord|
1. default
2. default
3. default
4. default46.44861|
5. default
6. default
7. default
8. default33.00111|region:UA-65_type:landmark}}

فيليكي كوباني (Великі Копані) هي مدينة في مقاطعة كيرسونسكا في أوكرانيا.
يبلغ عدد سكانها حوالي 5356 نسمة.